# طاهر (تفنگ)
طاهر تفنگ تک‌تیراندازی نیروی زمینی ارتش است که در حاشیه رزمایش بیت‌المقدس ۲۷ برای نخستین بار رونمایی شد و توسط یگان‌ها مورد استفاده قرار گرفت. تک تیرانداز طاهر با کالیبر ۵۴×۷٫۶۲ بیش از ۸۰۰ متر برد مؤثر داشته و قادر است اهداف زمینی را با دقت منحصربفرد مورد اصابت قرار دهد.
مکانیسم این سلاح با کمی تغییر نزدیک به سلاح‌های کالیبر ۷ روسی است؛ که با وزنی کمتر از ۵ کیلوگرم جزو سبک‌ترین سلاح‌های تک‌تیرانداز نزاجا محسوب می‌شود.